# العاشرة مساء
العاشرة مساء هو برنامج مصري يومي كان يعرض على قناة دريم من السبت للأربعاء الساعة العاشرة مساء بتوقيت القاهرة وكان يقوم بتقديمه الإعلامي وائل الإبراشي بعد رحيل الإعلامية منى الشاذلي وقد تم بدأه عام 2006 م وقد تغير الديكور في موسمه الجديد لعام 2007م. ثم تم تغييره مرة أخرى في نوفمبر 2010
يعتبر البرنامج من البرامج الحوارية المصرية (talk show) والتي انتشرت بكثرة في القنوات المصرية خلال السنوات الأخيرة ويتناول البرنامج القضايا والموضوعات المصرية ويناقش آخر الأخبار الموجودة على الساحة، ويستضيف البرنامج شخصيات مهمة سياسية وأدبية وعلمية مصرية وعربية.

## عن البرنامج
تمكن برنامج العاشرة مساء خلال فترة وجيزة من فرض نفسه على مشاهدي القنوات العربية وأثبت أن مقولة «ارتباط المشاهد بالبرنامج وليس بالقناة التلفزيونية» هي مقولة صحيحة.
وقد شهدت الفترة التي أعقبت ظهور العاشرة مساء تغييراً جذرياً في طريقة تقديم برنامج البيت بيتك الذي يبثه التلفزيون الحكومي المصري الذي رفع من سقف الحرية الممنوح لبرنامجه وطعمه بنجم تلفزيوني مثل محمود سعد لكي يقوى البرنامج على منافسة العاشرة مساء.
كما أعقب ظهور العاشرة مساء برامج أخرى مشابهة مثل برنامج 90 دقيقة الذي تبثه قناة المحور بالإضافة إلى برامج أخرى على قناتي الساعة والحياة.

## روابط خارجية
- العاشرة مساء على موقع قاعدة بيانات الأفلام العربية